# Lijst van IJslandse rampen

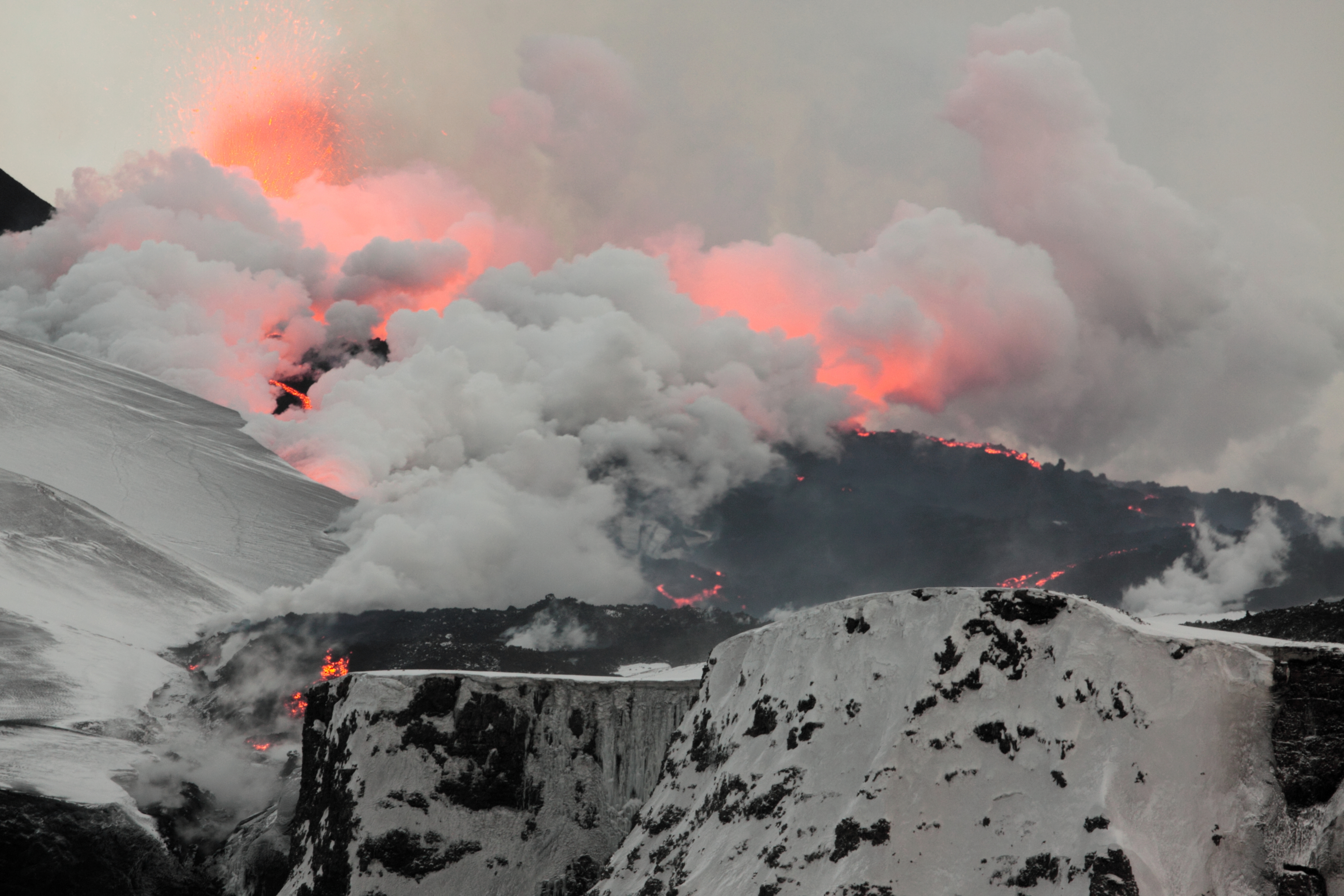
Vulkaanuitbarsting van de Eyjafjallajökull op 2 april 2010

Dit is een lijst met rampen op IJslands grondgebied. In deze lijst zijn alleen gebeurtenissen opgenomen waarbij vijf of meer doden zijn gevallen waarbij geen verwantschap tussen de doden bestond en gebeurtenissen waarbij er sprake is van een zeer groot effectgebied. Ondanks de geringe bevolking van het land, vinden er door de grillige natuur naar verhouding veel rampen plaats.

## Vóór 1600
- 1118
  - Eerste melding van doden door een lawine op IJsland. In het westen van het land komen vijf kolonisten om het leven.
- 1300
  - Zware uitbarsting van de Hekla veroorzaakt een hongersnood in het afgelegen en dunbevolkte land. Het geschatte aantal slachtoffers ligt boven de 500.
- 1362
  - Zware uitbarsting van de Öræfajökull. Het geschatte aantal slachtoffers ligt tussen de 50 en de 300. Meer dan 30 boerderijen worden bedolven door as en lava.[1]

## 17e eeuw
- 1613
  - 24 december - Door een zware lawine bij het plaatje Siglunesi bij Siglufjörð komen meer dan 50 mensen om.
- 1629
  - 27 augustus - Na een zware uitbarsting van de Grímsvötn ontstaat een jökulhlaup waarbij meer dan vier mensen omkomen. Jökulhlaup is een van oorsprong IJslandse term (letterlijk gletsjerloop), waarmee een catastrofale overstroming wordt aangeduid, die veroorzaakt wordt door het plotselinge vrijkomen van grote hoeveelheden smeltwater.
- 1653
  - 2 januari - Tijdens een zuidwesterstorm wordt zware schade aangericht in de steden Háeyri en Hraun. Een man verdronk in Einarhöfn en negen stierven bij een scheepsramp met een schip uit Eyrarbakki.
- 1667
  - 19 september - VOC-schip Wapen van Amsterdam vergaat aan de zuidkust van IJsland. 140 bemanningsleden komen om.
- 1699
  - 15 januari - Door een lawine komen bij het plaatsje Reynivellir zeven mensen om het leven.

## 18e eeuw
- 1732
  - 25 januari - Negen mensen komen om na een lawine in de buurt van Seyðisfjörður.
- 1783
  - 8 juni – Begin van de grote uitbarsting van de Laki. Gedurende de negen maanden durende uitbarsting, werd een oppervlak van 565 km² met een meters dikke laag lava bedekt. Bovendien kwamen er enorme hoeveelheden giftige fluor- en zwavelhoudende gassen vrij waardoor bijna driekwart van het vee op IJsland stierf. Een later gevolg hiervan was dat circa 8.700 mensen (een vijfde deel van de toenmalige bevolking) stierf door voedseltekorten.[1]

## 19e eeuw
- 1817
  - 29 oktober - Het Britse schip Autumn, onderweg naar Dundee vergaat op de kust van IJsland. 20 opvarenden verdrinken.[2]
- 1825
  - 21 april - Zware overstromingen door smeltende sneeuw in het zuidelijk deel van het land.[3]
- 1836
  - 18 december - In Norðureyri bij Súgandafjörð worden zes mensen gedood door een lawine.
- 1883
  - 2 februari - Zes personen komen om na een lawine in een gehucht aan de Borgarfjörður.
- 1884
  - 3 oktober - Vissersramp met voornamelijk Noorse vissersschepen bij IJsland. 19 schepen vergaan met een zeer groot verlies aan mensenlevens. 32 schepen raken zwaar beschadigd.
- 1885
  - 18 februari - Een zware lawine in het plaatsje Seyðisfjörður kost aan 24 inwoners het leven.
- 1888
  - 28 april - Bij een hevige voorjaarsstorm in de Bocht van Hekla vergaan negentien IJslandvaardersschepen uit De Panne, Duinkerken en Grevelingen. 165 vissers verdrinken.
- 1892
  - 30 juni – Een vloot van Franse walvisvaarders wordt nabij IJsland geteisterd door een storm. 60 opvarenden verdrinken.

## 20e eeuw

### 1900-1909
- 1904
  - 29 september – Een schoener kapseist voor de kust nabij Reykjavik. Dertien opvarenden verdrinken.
- 1906
  - 7 april – De kotter Ingvar vergaat in een zware storm met 19 opvarenden. Tijdens deze storm, waarschijnlijk de dodelijkste uit de IJslandse geschiedenis komen 68 mensen om het leven.
- 1908
  - 24 november – De trawler Paragon (H56) uit Hull vergaat bij Adlavik. Twaalf doden.

### 1910-1919
- 1910
  - 18 februari – Een lawine kost in het plaatsje Hnífsdalur (Ísafjörður) aan twintig mensen het leven.[4] Enkele dagen later komen bij Skálavík nog eens vier mensen om door een lawine.
- 1912
  - 23 maart – Het Deense vissersschip Thorshavn vergaat met vijf opvarenden op de zuidkust.
- 1919
  - 12 maart – Door een dubbele lawine in het dorp Siglufjörður in het noorden van het land worden achttien mensen gedood.

### 1920-1929
- 1921
  - 1 februari – Vergaan van de GY.271 Croupier uit Grimsby. Twaalf opvarenden verdrinken.
- 1923
  - 27 oktober – Het expeditieschip Polarulo op weg naar Oost-Groenland vergaat tussen IJsland en Groenland. Vijf opvarenden verdrinken.
- 1924
  - 26 februari – Het schip General Gordon uit de Faeröer verdwijnt met man en muis ten zuiden van IJsland. Er waren negentien opvarenden.
  - 4 april – Bij Grindavik strand het vissersschip Anna uit Tórshavn. Zeventien doden.
- 1928
  - 28 februari – Het vissersschip Jón Forseti strandt op de rotsen op het eiland Stafnes, voor de kust van Reykjanes. Vijftien opvarenden komen om het leven, tien opvarenden overleven de ramp.

### 1930-1939
- 1930
  - 29 maart – Een vissersschip uit Klaksvík op de Faeröer strandt op de zuidkust. Van de 26 opvarenden komen er negen om het leven.
  - 1 december – De trawler Apríl vergaat met vijf opvarenden aan boord.
- 1932
  - 1 april – De Deense vissersschepen Immanuel en Laura vergaan. Bij elkaar komen hierbij 38 vissers om het leven.
- 1933
  - 23 februari – Het Duitse vrachtschip Brigitte Sturm komt nabij Reykjavik in aanvaring met een IJslandse stroomtrawler. De laatste zinkt waarbij er van de twaalf opvarenden slechts 3 gered worden.[5]
- 1934
  - 27 januari – Een aanvaring tussen de Britse trawlers Sabik en Euthamia kost twaalf mensen het leven.[6]
- 1935
  - 23 januari – Vergaan van de GY.224 Jeria uit Grimsby. Dertien doden. Op 8 februari vergaat nogmaals een trawler uit Grimsby, de GY.147 Langanes met veertien opvarenden.
  - 16 december – Ten gevolge van een zware sneeuwstorm komen in IJsland in totaal 26 mensen om het leven.[7]
- 1936
  - 10 augustus – Zware storm kost op zee achttien levens.[8]
  - 16 september – Nabij Álftanes vergaat het Franse schip Pourquoi-Pas uit 1908. Het schip loopt op de rotsen. Van de opvarenden komen er 39 om het leven.
- 1937
  - 1 april – De trawler Lockmore uit Aberdeen vergaat met twaalf opvarenden voor de kust van IJsland.[9]
- 1938
  - 2 november – De trawler Ólafur uit Halamiðum vergaat met 21 mensen aan boord. Alle opvarenden verdrinken.

### 1940-1949
- 1940
  - 14 december – Het IJslandse schip Erna weet drie opvarenden te redden van het door een torpedo getroffen Zweedse vrachtschip Veronika. De andere zeventien opvarenden komen om.
- 1941
  - 22 februari – Het Nederlandse stoomschip Texelstroom vergaat zuidwestelijk van IJsland. 25 opvarenden vinden hierbij de dood.
  - 28 februari – De stoomvistrawler Gullfoss zinkt. Negentien doden.
  - 10 maart – De stoomvistrawler Reykjaborg wordt aangevallen door Duitse vliegtuigen en vergaat met Dertien opvarenden, twee opvarenden worden gered.
  - 11 maart – De trawler Fróði wordt aangevallen tussen Stykkishólmur en Grundarfjarðarbær. Vijf doden en zes overlevenden. Ook de Petersuy zinkt met tien opvarenden.
  - 13 april – Het Britse passagiersschip Rajputana zinkt westelijk van IJsland. 283 opvarenden worden gered door de HMS Legion en worden in Reykjavik aan land gezet. 40 bemanningsleden gaan met het schip ten onder.
  - 22 juni – Vergaan van de GY-113 Bromelia. Hierbij verdrinken zes opvarenden.
  - 29 juni – Het IJslandse vrachtschip Hekla wordt geraakt door een torpedo. Zeven van de 21 opvarenden weten het schip dat zinkt binnen twee minuten tijdig te verlaten.
  - 17 augustus – Het Deense vrachtschip Sessa wordt aangevallen door een Duitse U-boot. Drie van de 27 opvarenden worden gered door IJslandse vissers.
  - 18 augustus – De Solaris, een vistransportschip van de Faeröereilanden verdwaald in dichte mist, oostelijk van IJsland en komt terecht in een Brits mijnenveld. Vijf doden, drie opvarenden worden gered door het IJslandse schip Höfrungur.
  - 5 september – De trawlers Jarlinn uit Garður en de GY.474 King Erik uit Grimsby worden aangevallen door de Duitse U-141. 22 doden.
  - 13 oktober – De trawler Pálmi (EA-536) zinkt. Vijf doden.
  - 2 december – De stoomvistrawler Svidi verdwijnt spoorloos met 25 opvarenden in de Breidafjord.
- 1942
  - 16 januari – Het Poolse stoomschip Wigry vergaat in de baai bij Reykjavik. 25 doden.
  - 7 maart – De Faeröerse stoomvistrawler Nyggjaberg vergaat vlak bij de zuidkust. 21 doden.
  - 5 juli – Dicht onder de IJslandse kust loopt het Britse schip Niger op een mijn. Van de 57 opvarenden worden er acht gered.
  - 22 oktober – Het Britse stoomschip Empire Turnstone zinkt zuidwest van IJsland. 46 opvarenden verdrinken.
  - 24 oktober – De trawler Jón Ólafsson verdwijnt spoorloos met dertien bemanningsleden aan boord.
  - 14 november – De trawler Sæborg zinkt. Zeven doden.
- 1943
  - 3 mei – Britse bommenwerper stort neer op het schiereiland Reykjanes. Gezagvoerder Andrews en dertien inzittenden komen om het leven.
  - 1 september – Amerikaans koopvaardijschip Lousie zinkt door een Duitse torpedo. 94 doden.
  - 26 november – Het vissersschip Hilmir (ÍS-39) vergaat met elf bemanningsleden in de Faxaflói (een baai in het westen van IJsland). Het weer was goed, tot op de dag van vandaag is deze ramp een mysterie gebleven.
- 1944
  - 10 januari – De IJslandse trawler Max Pemperton vergaat met 29 opvarenden.
  - 24 oktober – De Canadese destroyer HMCS Skeena loopt bij slecht weer aan de grond bij Viðey (klein eiland nabij Reykjavík). 198 opvarenden kunnen moeizaam worden gered, vijftien opvarenden laten het leven.
  - 9 november – Het IJslandse stoomschip Goðafoss wordt bij Reykjanes aangevallen door een Duitse U-boot en zinkt. Ze had zojuist negentien Britse zeelieden gered van een ander schip. De ramp kost aan 24 mensen het leven.
- 1945
  - 9 april – De stoomvistrawler Fjðlnir zinkt. Vijf doden.
- 1946
  - 9 februari – Het vissersschip Aldan vergaat van schipper Guðmundur Magnússon vergaat. Alle vijf opvarenden verdrinken.
- 1947
  - 29 mei – Bij Hjedinsfjordur stort een Douglas DC3 van Flugefelag neer. 25 doden.
- 1948
  - 7 maart – Bij Skalafell stort een vliegtuig van Loftleidir Icelandic Airlines neer. Vijf doden.
  - 13 maart – De GY.7 Epine uit Grimsby loopt aan de grond en vergaat. Veertien doden.
  - 12 december – Zes mannen komen om bij een lawine in het Goðdal, gelegen in het Noordwestelijke district Strandasýsla.

### 1950-1959
- 1951
  - 31 januari – Bij Hafnarfjorour stort een Douglas DC-3 van Icelandair neer. Twintig doden.[10]
- 1952
  - 16 mei – Op de Eyjafjallajökull stort een Amerikaans legervliegtuig neer. 5 doden.
- 1953
  - 19 oktober – Amerikaans militair vliegtuig stort neer ter hoogte van de zuidkust van het land. Acht doden.[11]
- 1955
  - 28 januari – Door zeer zware ijsafzetting worden drie Britse trawlers topzwaar en kapseizen. Hierbij komen 45 mensen om het leven.[12]
  - 4 mei – Een Boeing KC-97G Stratofreighter stort in de Atlantische Oceaan kort na vertrek van Reykjavík-Keflavík International Airport. Negen doden.
- 1959
  - 8 februari – De trawler Togarinn Júlí uit Hafnarfirði zinkt in stormachtig weer. Bij deze ramp komen 30 mensen om.[13]
  - 18 februari – Opnieuw een grote zeeramp voor IJsland. De trawler Hermóður uit Hermóðs zinkt in stormweer. Bij deze ramp komen twaalf mensen om.

### 1960-1969
- 1962
  - 18 februari – Een zeilboot vertrok met een bemanning van 11 personen uit Stafnes en vergaat in de buurt van de plaatsen Garðskagi en Sandgery. 11 doden.
- 1968
  - 20 januari – De Britse trawler Ross Cleveland zinkt in de buurt van Isafjordhur. Negentien opvarenden komen om het leven.
  - 26 januari – De trawler Kingston Peridot uit Hull vergaat noordoostelijk van IJsland met twintig bemanningsleden aan boord, die allen verdrinken.
  - 5 november – Vergaan van de Þráinn NK 70. 9 doden, waarvan 8 uit Vestmannaeyjar.

### 1970-1979
- 1970
  - 20 januari – De trawler Sæfari zinkt in slecht weer. Zeven opvarenden komen om het leven.
  - 18 juli – Een Antonov 22 met 23 inzittenden stort neer kort na vertrek van Reykjavík-Keflavík International Airport. 23 doden.
- 1973
  - 23 januari – Grote vulkaanuitbarsting bij de stad Vestmannaeyjar. Hierbij worden weliswaar 400 huizen verwoest, maar er viel slechts één dodelijk slachtoffer, dankzij het feit dat de vissersvloot door slecht weer in de haven was gebleven en de bewoners daardoor onmiddellijk konden worden geëvacueerd.
  - 23 februari – Het vissersschip Sjöstjarnan (KE 8) uit Keflavík zinkt in slecht weer. Tien opvarenden komen om het leven.
- 1974
  - 23 december – Een zware lawine treft het centrum van het stadje Neskaupstaður. Hierbij komen dertien inwoners om en de schade is enorm.[14]

### 1980-1989
- 1986
  - 24 december – De trawler Suðurland zinkt in de buurt van Djúpavík. Zes opvarenden komen om het leven. Het wrak ligt er nog steeds.

### 1990-1999
- 1995
  - 16 januari – Het plaatsje Súðavík in het noordwesten van IJsland in de regio Vestfirðir wordt door een lawine getroffen waarbij veertien inwoners omkwamen en twintig van de 70 huizen volledig werden verwoest.
  - 27 oktober – Een lawine treft het dorp Flateyri in het noordwesten van het land. Twintig inwoners komen hierbij uiteindelijk om het leven.[15]

## 21e eeuw

### 2000-2009
- 2008
  - 29 mei – Aardbeving IJsland 2008. Deze aardbeving had een kracht van 6,1 op de schaal van Richter. Er raakten door de beving 30 mensen gewond en een aantal schapen kwam om het leven. Veel boerderijen werden beschadigd.

### 2010-heden
- 2010
  - 14 april – Vulkaanuitbarsting onder de Eyjafjallajökull 2010. Deze uitbarsting heeft geleid tot overstromingen en evacuaties op IJsland en een verstoring van het Europese vliegverkeer door een grote vulkanische aswolk tot meer dan acht kilometer hoogte.

## Rampen buiten IJsland met grote IJslandse betrokkenheid

### 20e eeuw
- 1919
  - 14 januari – De trawler Áhafnar Rigmor verlaat Lissabon. Hierna verdwijnt het schip spoorloos. Vermoedelijk is het op een mijn gelopen. Zeven opvarenden vinden de dood hierbij.
- 1940
  - 30 oktober – De trawler Bragi heeft bij de Shetlands een aanvaring met het Britse schip Duke of York. Tien van de dertien opvarenden verdrinken als hun schip zinkt.
- 1945
  - 21 februari – Het IJslandse vrachtschip Dettifoss vergaat bij het Noord-Ierse Belfast. Van de 44 opvarenden worden er 29 gered.
- 1963
  - 14 april – Een vliegtuig van de IJslandse maatschappij Icelandair Flugfélag Islands stort neer op het Noorse eiland Nesøya. Alle twaalf inzittenden komen om het leven.
- 1970
  - 26 september – Bij Vágar (het op twee na grootste eiland van de Faeröer) stort een Fokker F-27 Friendship van Icelandair neer. Acht van de 34 inzittenden komen om.[16]
- 1978
  - 14 april – Icelandic Airlines vlucht LL 001 stort neer bij het vliegveld van Colombo in Sri Lanka. Van de dertien IJslandse bemanningsleden komen er acht om het leven. In totaal kost deze ramp aan 262 mensen het leven.